# إيزوبوتانول
إيزوبوتانول (الاسم النظامي هو 2-ميثيل بروبان-1-أول) هو مركب عضوي من فصيلة كحولات الألكانات له الصيغة CH3)2CHCH2OH)، ويكون على شكل سائل عديم اللون.

## التحضير
يدخل إيزوبوتانول في تركيب زيت الفوزيل، وهو ناتج ثانوي من تخمير الكحول.
يحضّر إيزوبوتانول صناعياً مثل ن-بوتانول من إجراء تفاعل أوكسو أو من تفاعل إضافة الكربونيل المهدرجة إلى البروبيلين، ثم بإجراء عملية هدرجة:
يمكن الحصول على إيزوبوتانول بطرق تقنية حيوية، وذلك من أجل استخدامه في الوقود الحيوي. على سبيل المثال، فإن المركب ينتج من تخمر الكربوهيدراتن ويمكن أن يكون كناتج ثانوي من تحلل المواد العضوية. وقد حصل على المركب من نوع من البكتريا من جنس المطثية Clostridium، وقد أدت التعديلات الوراثية على هذه الأنواع إلى الحصول على المركب بطرق أكثر كفاءة.

## الخصائص
إن مركب إيزوبوتانول عبارة عن سائل عديم اللون في الشروط العادية من الضغط ودرجة الحرارة، وله رائحة ذات تأثير لطيف، كما أنه قابل للاشتعال. يمتزج مع الماء إلى حد ما، ولكنه قابل للامتزاج بشكل جيد مع العديد من المذيبات العضوية مثل الإيثانول وثنائي إيثيل الإيثر والأسيتون. يشكل إيزوبوتانول مزائج ثابتة الغليان (آزيوتروبية) مع كل من الماء ون-هكسان ون-هبتان وحلقي الهكسان و4،1-ديوكسان.
يمكن أن يشارك إيزوبوتانول في تفاعل أسترة لتشكيل الإستر الموافق، أو لتفاعل نزع هيدروجين إلى ألدهيد، أو لتفاعل أكسدة إلى حمض كربوكسيلي، أو لتفاعل نزع ماء لتشكيل الألكين كما في التفاعلات التالية:

## الاستخدامات
يستخدم مركب إيزوبوتانول ومشتقاته كمذيب عضوي في العديد من التطبيقات مثل صناعة الملدّنات. كما يستخدم كمركب وسطي من أجل تحضير المركبات الكيميائية الأخرى.
يعد إيزوبوتانول أحد البدائل الممكنة للوقود الأحفوري، ويجري استخدامه في بعض الدول كمصدر للطاقة.